# Skuggorna och regnet
Skuggorna och regnet är en roman av Håkan Nesser från 2004. Boken är fristående och ingår inte i någon av författarens serier.

## Handling
I boken skildras Viktor Vinblad som i samband med en olycka i tonåren förlorat talförmågan och därefter försvunnit under många år. Styvbrodern David Mörtberg får höra ett rykte att Viktor synts till och återvänder till hemstaden för att undersöka.
Handlingen växlar mellan dåtid och nutid, samtidigt som också olika personer berättar i olika delar av boken. Ett mord som inträffade samtidigt som Viktor försvann har under alla år förblivit ouppklarat, och även om man nu skulle identifiera mördaren är brottet redan preskriberat. Flera intressanta personligheter dyker upp runtom Viktor, David och deras närmaste under historiens gång. Hela tiden svävar man som läsare i ovisshet om vad som egentligen hände i det udda kollektivet i Rossvagga när en av medlemmarna blev dödad och en annan försvann spårlöst. Trådarna vävs ihop till en förklaring och till slut står bilden klar efter att ytterligare en person i deras närmaste omgivning lämnar den sista pusselbiten efter sin död.